# Équipe d'Australie masculine de squash
L'équipe d'Australie masculine de squash représente l'Australie dans les compétitions internationales de squash et dirigée par Squash Australia
Depuis 1967, L'Australie a remporté 8 championnats du monde par équipes. Leur titre le plus récent est en 2003.

## Équipe actuelle
- Joseph White
- Rhys Dowling
- Dylan Molinaro
- Brendan MacDonald

## Palmarès
| Année                 | Résultat        | Position | G      | P      |
| --------------------- | --------------- | -------- | ------ | ------ |
| Melbourne 1967        | Champion        | 1er      | 5      | 0      |
| Birmingham 1969       | Champion        | 1er      | 5      | 0      |
| Palmerston North 1971 | Champion        | 1er      | 6      | 0      |
| Johannesbourg 1973    | Champion        | 1er      | 4      | 0      |
| Birmingham 1976       | Phase de poule  | 3e       | 4      | 2      |
| Toronto 1977          | Phase de poule  | 5e       | 3      | 4      |
| Brisbane 1979         | Demi-finale     | 3e       | 6      | 2      |
| Stockholm 1981        | Final           | 2e       | 6      | 1      |
| Auckland 1983         | Demi-finale     | 3e       | 7      | 2      |
| Le Caire 1985         | Demi-finale     | 3e       | 7      | 2      |
| Londres 1987          | Demi-finale     | 4e       | 6      | 2      |
| Singapour 1989        | Champion        | 1er      | 8      | 0      |
| Helsinki 1991         | Champion        | 1er      | 5      | 0      |
| Karachi 1993          | Finale          | 2e       | 4      | 1      |
| Le Caire 1995         | Demi-finale     | 4e       | 4      | 2      |
| Petaling Jaya 1997    | Demi-finale     | 3e       | 5      | 1      |
| Le Caire 1999         | Demi-finale     | 4e       | 4      | 2      |
| Melbourne 2001        | Champion        | 1er      | 7      | 0      |
| Vienne 2003           | Champion        | 1er      | 7      | 0      |
| Islamabad 2005        | Quart de finale | 5e       | 5      | 1      |
| Chennai 2007          | Finale          | 2e       | 5      | 1      |
| Odense 2009           | Demi-finale     | 3e       | 5      | 1      |
| Paderborn 2011        | Demi-finale     | 3e       | 6      | 1      |
| Mulhouse 2013         | Demi-finale     | 4e       | 4      | 2      |
| Le Caire 2015         | Annulé          | Annulé   | Annulé | Annulé |
| Marseille 2017        | Demi-finale     | 3e       | 4      | 1      |
| Total                 | 25/25           | 8 titres | 132    | 28     |

,